# Aeroportul Municipal Manitowaning/Manitoulin East
Aeroportul Municipal Manitowaning/Manitoulin East (IATA: YEM, ICAO: CYEM) este un aeroport din Assiginack⁠(d), Manitoulin District⁠(d), Ontario, Canada.
Situat la o altitudine de 265 m, aeroportul dispune de o singură pistă.